# 南漖站
南漖站是广州地铁22号线的在建车站，位于中国广东省广州市荔湾区环翠南路。

## 车站结构
南漖站为地下二层岛式车站，长395m、深25.2m、标准段宽约21.7m，规划设置4个出入口。车站西侧设有单渡线。
| 地下一层 | 站厅                       | 售票機、客服中心、商店、警务室、安检设施 |  |  |
| 地下二层 | 1 站台                     | █22号线 机场北方向（下站：西塱）         |  |  |
|          | 岛式站台（卫生间、母婴室） |                                          |  |  |
|          | 2 站台                     | █22号线 番禺广场方向（下站：南浦西）     |  |  |

## 历史
22号线规划初期，并未设有本站。2017年第二次环评时，为满足周边群众出行需求，当局提出在芳村东沙港北侧新建东沙工业园站，未来可与佛山地铁11号线换乘。同年22号线可研获批，本站获增加为预留站；后获落实与其余车站一并建设。2020年6月，车站定名南漖站。
2024年4月底，车站开始机电设备施工。2025年2月，本站电扶梯安装完成。